# Tour d'Espagne 1999
Le Tour d'Espagne 1999 est la 54e édition du Tour d'Espagne cycliste. Le grand départ a lieu le 4 septembre 2004 à Murcie dans la région éponyme et l'arrivée est jugée le 26 septembre à Madrid.
Ce Tour d'Espagne est remporté par le coureur allemand Jan Ullrich, de l'équipe Deutsche Telekom. Il devance au classement général les Espagnols Igor González de Galdeano (Vitalicio Seguros-Grupo Generali) et Roberto Heras (Kelme-Costa Blanca). Il remporte à cette occasion son deuxième Grand Tour après le Tour de France 1997. Il est le troisième Allemand à remporter un Tour d'Espagne, après Rudi Altig en 1962 et Rolf Wolfshohl en 1965. Le Belge Frank Vandenbroucke (Cofidis-Le Crédit par Téléphone) s'impose au classement par points. L'Espagnol José María Jiménez (Banesto) s'impose au Grand Prix de la montagne pour la troisième fois consécutive après 1997 et 1998. Le Sud-Africain Robert Hunter (Lampre-Daikin) s'impose quant à lui au niveau du classement des sprints intermédiaires. Avec trois membres de son équipe dans le top 8 du classement général, l'équipe espagnole Banesto s'impose au classement par équipes.

## Participation

### Equipes
| Groupes sportifs I (16)- ONCE-Deutsche Bank - Banesto - Cofidis-Le Crédit par Téléphone - Deutsche Telekom - Kelme-Costa Blanca - Lampre-Daikin - Lotto-Mobistar - Festina-Lotus - Mapei - Polti - Rabobank - Riso Scotti-Vinavil - Saeco-Cannondale - TVM-Farm Frites - US Postal Service - Vitalicio Seguros-Grupo Generali Groupes sportifs II (5)- Amica Chips-Costa de Almeria - Euskaltel-Euskadi - Fuenlabrada-Cafés Toscaf - Liquigas - Benfica Lisbonne (omnisports) |
| |

## Étapes
| N°       | Date   | Villes étapes                      | km          | Vainqueur d'étape   | Leader du classement général |
| Prologue | 4 sep  | Murcie - Murcie                    | 6.1 CLM     | Igor G. de Galdeano | Igor G. de Galdeano          |
| 1re      | 5 sep  | Murcie - Benidorm                  | 179         | Robert Hunter       | Jacky Durand                 |
| 2e       | 6 sep  | Alicante - Albacete                | 206         | Marcel Wüst         | Jacky Durand                 |
| 3e       | 7 sep  | La Roda - Fuenlabrada              | 229.5       | Marcel Wüst         | Marcel Wüst                  |
| 4e       | 8 sep  | Las Rozas de Madrid - Salamanque   | 185.6       | Marcel Wüst         | Marcel Wüst                  |
| 5e       | 9 sep  | Béjar - Ciudad Rodrigo             | 160         | Jan Ullrich         | Abraham Olano                |
| 6e       | 10 sep | Salamanque - Salamanque            | 46.4 CLM    | Abraham Olano       | Abraham Olano                |
| 7e       | 11 sep | Salamanque - León                  | 217         | Marcel Wüst         | Abraham Olano                |
| 8e       | 12 sep | León - Alto del Angliru            | 175.6       | José María Jiménez  | Abraham Olano                |
| 9e       | 13 sep | Gijón - Los Corrales de Buelna     | 185.8       | Laurent Brochard    | Abraham Olano                |
| 10e      | 15 sep | Saragosse - Saragosse              | 183.2       | Sergueï Outschakov  | Abraham Olano                |
| 11e      | 16 sep | Huesca - Plat de Beret             | 201         | Daniele Nardello    | Abraham Olano                |
| 12e      | 17 sep | Sort - Andorra Arcalis             | 147.4       | Igor G. de Galdeano | Jan Ullrich                  |
| 13e      | 18 sep | Andorre - Castellar del Riu        | 149         | Alex Zülle          | Jan Ullrich                  |
| 14e      | 19 sep | Barcelone - Montjuich              | 94.4        | Fabio Roscioli      | Jan Ullrich                  |
| 15e      | 20 sep | La Sénia - Valence                 | 193.4       | Viatcheslav Ekimov  | Jan Ullrich                  |
| 16e      | 21 sep | Valence - Teruel                   | 200.4       | Frank Vandenbroucke | Jan Ullrich                  |
| 17e      | 22 sep | Bronchales - Guadalajara           | 225         | Cristian Moreni     | Jan Ullrich                  |
| 18e      | 23 sep | Guadalajara - Alto de Abantos      | 166.3       | Roberto Laiseka     | Jan Ullrich                  |
| 19e      | 24 sep | San Lorenzo de El Escorial - Ávila | 184.6       | Frank Vandenbroucke | Jan Ullrich                  |
| 20e      | 25 sep | El Tiemblo - Ávila                 | 46.5 C.L.M. | Jan Ullrich         | Jan Ullrich                  |
| 21e      | 26 sep | Madrid - Madrid                    | 163         | Jeroen Blijlevens   | Jan Ullrich                  |

## Classements

### Classement général
| \| Classement général \| Classement général \| Classement général \| Classement général \| Classement général \| \| Coureur \| Coureur \| Pays \| Équipe \| Temps \| \| ------------------ \| ------------------------- \| ------------------ \| -------------------------------- \| ------------------ \| \| 1er \| Jan Ullrich \| Allemagne \| Deutsche Telekom \| 89 h 52 min 03 s \| \| 2e \| Igor González de Galdeano \| Espagne \| Vitalicio Seguros-Grupo Generali \| + 4 min 15 s \| \| 3e \| Roberto Heras \| Espagne \| Kelme-Costa Blanca \| + 5 min 57 s \| \| 4e \| Pavel Tonkov \| Russie \| Mapei-Quick Step \| + 7 min 53 s \| \| 5e \| José María Jiménez \| Espagne \| Banesto \| + 9 min 27 s \| \| 6e \| José Luis Rubiera \| Espagne \| Kelme-Costa Blanca \| + 10 min 13 s \| \| 7e \| Manuel Beltrán \| Espagne \| Banesto \| + 11 min 20 s \| \| 8e \| Leonardo Piepoli \| Italie \| Banesto \| + 13 min 13 s \| \| 9e \| Iván Parra \| Colombie \| Vitalicio Seguros-Grupo Generali \| + 16 min 20 s \| \| 10e \| Santiago Blanco \| Espagne \| Vitalicio Seguros-Grupo Generali \| + 18 min 15 s \| \| 11e \| Mikel Zarrabeitia \| Espagne \| ONCE-Deutsche Bank \| + 22 min 06 s \| \| 12e \| Frank Vandenbroucke \| Belgique \| Cofidis-Le Crédit par Téléphone \| + 23 min 39 s \| \| 13e \| José Manuel Uría \| Espagne \| Kelme-Costa Blanca \| + 27 min 28 s \| \| 14e \| Íñigo Chaurreau \| Espagne \| Euskaltel-Euskadi \| + 29 min 42 s \| \| 15e \| Aitor Osa \| Espagne \| Banesto \| + 31 min 06 s \| \| 16e \| Txema del Olmo \| Espagne \| Euskaltel-Euskadi \| + 31 min 49 s \| \| 17e \| Félix García Casas \| Espagne \| Festina-Lotus \| + 36 min 34 s \| \| 18e \| Roberto Laiseka \| Espagne \| Euskaltel-Euskadi \| + 40 min 14 s \| \| 19e \| Chann McRae \| États-Unis \| Mapei-Quick Step \| + 44 min 29 s \| \| 20e \| Niki Aebersold \| Suisse \| Rabobank \| + 59 min 04 s \| \| 21e \| Michel Lafis \| Suède \| TVM-Farm Frites \| + 59 min 34 s \| \| 22e \| Massimo Codol \| Italie \| Lampre-Daikin \| + 1 h 02 min 49 s \| \| 23e \| Daniele Nardello \| Italie \| Mapei-Quick Step \| + 1 h 02 min 58 s \| \| 24e \| Andrei Zintchenko \| Russie \| Vitalicio Seguros-Grupo Generali \| + 1 h 04 min 08 s \| \| 25e \| Gianni Faresin \| Italie \| Mapei-Quick Step \| + 1 h 06 min 26 s \| |                           |            |                                  |                   |
| |                           |            |                                  |                   |
| Source : ProCyclingStats |                           |            |                                  |                   |
| Classement général |                           |            |                                  |                   |
| Coureur | Coureur                   | Pays       | Équipe                           | Temps             |
| 1er | Jan Ullrich               | Allemagne  | Deutsche Telekom                 | 89 h 52 min 03 s  |
| 2e | Igor González de Galdeano | Espagne    | Vitalicio Seguros-Grupo Generali | + 4 min 15 s      |
| 3e | Roberto Heras             | Espagne    | Kelme-Costa Blanca               | + 5 min 57 s      |
| 4e | Pavel Tonkov              | Russie     | Mapei-Quick Step                 | + 7 min 53 s      |
| 5e | José María Jiménez        | Espagne    | Banesto                          | + 9 min 27 s      |
| 6e | José Luis Rubiera         | Espagne    | Kelme-Costa Blanca               | + 10 min 13 s     |
| 7e | Manuel Beltrán            | Espagne    | Banesto                          | + 11 min 20 s     |
| 8e | Leonardo Piepoli          | Italie     | Banesto                          | + 13 min 13 s     |
| 9e | Iván Parra                | Colombie   | Vitalicio Seguros-Grupo Generali | + 16 min 20 s     |
| 10e | Santiago Blanco           | Espagne    | Vitalicio Seguros-Grupo Generali | + 18 min 15 s     |
| 11e | Mikel Zarrabeitia         | Espagne    | ONCE-Deutsche Bank               | + 22 min 06 s     |
| 12e | Frank Vandenbroucke       | Belgique   | Cofidis-Le Crédit par Téléphone  | + 23 min 39 s     |
| 13e | José Manuel Uría          | Espagne    | Kelme-Costa Blanca               | + 27 min 28 s     |
| 14e | Íñigo Chaurreau           | Espagne    | Euskaltel-Euskadi                | + 29 min 42 s     |
| 15e | Aitor Osa                 | Espagne    | Banesto                          | + 31 min 06 s     |
| 16e | Txema del Olmo            | Espagne    | Euskaltel-Euskadi                | + 31 min 49 s     |
| 17e | Félix García Casas        | Espagne    | Festina-Lotus                    | + 36 min 34 s     |
| 18e | Roberto Laiseka           | Espagne    | Euskaltel-Euskadi                | + 40 min 14 s     |
| 19e | Chann McRae               | États-Unis | Mapei-Quick Step                 | + 44 min 29 s     |
| 20e | Niki Aebersold            | Suisse     | Rabobank                         | + 59 min 04 s     |
| 21e | Michel Lafis              | Suède      | TVM-Farm Frites                  | + 59 min 34 s     |
| 22e | Massimo Codol             | Italie     | Lampre-Daikin                    | + 1 h 02 min 49 s |
| 23e | Daniele Nardello          | Italie     | Mapei-Quick Step                 | + 1 h 02 min 58 s |
| 24e | Andrei Zintchenko         | Russie     | Vitalicio Seguros-Grupo Generali | + 1 h 04 min 08 s |
| 25e | Gianni Faresin            | Italie     | Mapei-Quick Step                 | + 1 h 06 min 26 s |

### Classements annexes
| Classement par points | Classement par points     | Classement par points | Classement par points            | Classement par points |
| Coureur               | Coureur                   | Pays                  | Équipe                           | Points                |
| --------------------- | ------------------------- | --------------------- | -------------------------------- | --------------------- |
| 1er                   | Frank Vandenbroucke       | Belgique              | Cofidis-Le Crédit par Téléphone  | 129 pts               |
| 2e                    | Robert Hunter             | Afrique du Sud        | Lampre-Daikin                    | 123 pts               |
| 3e                    | Igor González de Galdeano | Espagne               | Vitalicio Seguros-Grupo Generali | 122 pts               |
| 4e                    | Jan Ullrich               | Allemagne             | Deutsche Telekom                 | 116 pts               |
| 5e                    | Roberto Heras             | Espagne               | Kelme-Costa Blanca               | 96 pts                |
| 6e                    | José María Jiménez        | Espagne               | Banesto                          | 85 pts                |
| 7e                    | Glenn Magnusson           | Suède                 | US Postal Service                | 70 pts                |
| 8e                    | Pavel Tonkov              | Russie                | Mapei-Quick Step                 | 67 pts                |
| 9e                    | Giovanni Lombardi         | Italie                | Deutsche Telekom                 | 63 pts                |
| 10e                   | Fabio Roscioli            | Italie                | Amica Chips-Costa de Almeria     | 60 pts                |

| Classement par points | Classement par points     | Classement par points | Classement par points            | Classement par points |
| Coureur               | Coureur                   | Pays                  | Équipe                           | Points                |
| --------------------- | ------------------------- | --------------------- | -------------------------------- | --------------------- |
| 1er                   | Frank Vandenbroucke       | Belgique              | Cofidis-Le Crédit par Téléphone  | 129 pts               |
| 2e                    | Robert Hunter             | Afrique du Sud        | Lampre-Daikin                    | 123 pts               |
| 3e                    | Igor González de Galdeano | Espagne               | Vitalicio Seguros-Grupo Generali | 122 pts               |
| 4e                    | Jan Ullrich               | Allemagne             | Deutsche Telekom                 | 116 pts               |
| 5e                    | Roberto Heras             | Espagne               | Kelme-Costa Blanca               | 96 pts                |
| 6e                    | José María Jiménez        | Espagne               | Banesto                          | 85 pts                |
| 7e                    | Glenn Magnusson           | Suède                 | US Postal Service                | 70 pts                |
| 8e                    | Pavel Tonkov              | Russie                | Mapei-Quick Step                 | 67 pts                |
| 9e                    | Giovanni Lombardi         | Italie                | Deutsche Telekom                 | 63 pts                |
| 10e                   | Fabio Roscioli            | Italie                | Amica Chips-Costa de Almeria     | 60 pts                |

| Classement de la montagne | Classement de la montagne | Classement de la montagne | Classement de la montagne        | Classement de la montagne |
| Coureur                   | Coureur                   | Pays                      | Équipe                           | Points                    |
| ------------------------- | ------------------------- | ------------------------- | -------------------------------- | ------------------------- |
| 1er                       | José María Jiménez        | Espagne                   | Banesto                          | 133 pts                   |
| 2e                        | Frank Vandenbroucke       | Belgique                  | Cofidis-Le Crédit par Téléphone  | 90 pts                    |
| 3e                        | Roberto Heras             | Espagne                   | Kelme-Costa Blanca               | 89 pts                    |
| 4e                        | Íñigo Chaurreau           | Espagne                   | Euskaltel-Euskadi                | 86 pts                    |
| 5e                        | Igor González de Galdeano | Espagne                   | Vitalicio Seguros-Grupo Generali | 67 pts                    |
| 6e                        | Laurent Brochard          | France                    | Festina-Lotus                    | 66 pts                    |
| 7e                        | José Manuel Uría          | Espagne                   | Kelme-Costa Blanca               | 59 pts                    |
| 8e                        | Jan Ullrich               | Allemagne                 | Deutsche Telekom                 | 57 pts                    |
| 9e                        | Félix García Casas        | Espagne                   | Festina-Lotus                    | 53 pts                    |
| 10e                       | Jon Odriozola             | Espagne                   | Banesto                          | 53 pts                    |

| Classement de la montagne | Classement de la montagne | Classement de la montagne | Classement de la montagne        | Classement de la montagne |
| Coureur                   | Coureur                   | Pays                      | Équipe                           | Points                    |
| ------------------------- | ------------------------- | ------------------------- | -------------------------------- | ------------------------- |
| 1er                       | José María Jiménez        | Espagne                   | Banesto                          | 133 pts                   |
| 2e                        | Frank Vandenbroucke       | Belgique                  | Cofidis-Le Crédit par Téléphone  | 90 pts                    |
| 3e                        | Roberto Heras             | Espagne                   | Kelme-Costa Blanca               | 89 pts                    |
| 4e                        | Íñigo Chaurreau           | Espagne                   | Euskaltel-Euskadi                | 86 pts                    |
| 5e                        | Igor González de Galdeano | Espagne                   | Vitalicio Seguros-Grupo Generali | 67 pts                    |
| 6e                        | Laurent Brochard          | France                    | Festina-Lotus                    | 66 pts                    |
| 7e                        | José Manuel Uría          | Espagne                   | Kelme-Costa Blanca               | 59 pts                    |
| 8e                        | Jan Ullrich               | Allemagne                 | Deutsche Telekom                 | 57 pts                    |
| 9e                        | Félix García Casas        | Espagne                   | Festina-Lotus                    | 53 pts                    |
| 10e                       | Jon Odriozola             | Espagne                   | Banesto                          | 53 pts                    |

| Classement par équipes | Classement par équipes           | Classement par équipes | Classement par équipes |
| Équipe                 | Équipe                           | Pays                   | Temps                  |
| ---------------------- | -------------------------------- | ---------------------- | ---------------------- |
| 1re                    | Banesto                          | Espagne                | 269 h 08 min 49 s      |
| 2e                     | Kelme-Costa Blanca               | Espagne                | + 15 min 04 s          |
| 3e                     | Vitalicio Seguros-Grupo Generali | Espagne                | + 23 min 45 s          |
| 4e                     | Mapei-Quick Step                 | Belgique               | + 1 h 18 min 26 s      |
| 5e                     | Euskaltel-Euskadi                | Espagne                | + 1 h 35 min 29 s      |
| 6e                     | ONCE-Deutsche Bank               | Espagne                | + 1 h 49 min 51 s      |
| 7e                     | Deutsche Telekom                 | Allemagne              | + 2 h 50 min 53 s      |
| 8e                     | Rabobank                         | Pays-Bas               | + 3 h 36 min 09 s      |
| 9e                     | Festina-Lotus                    | France                 | + 3 h 44 min 18 s      |
| 10e                    | Benfica Lisbonne (omnisports)    | Portugal               | + 4 h 24 min 28 s      |

| Classement par équipes | Classement par équipes           | Classement par équipes | Classement par équipes |
| Équipe                 | Équipe                           | Pays                   | Temps                  |
| ---------------------- | -------------------------------- | ---------------------- | ---------------------- |
| 1re                    | Banesto                          | Espagne                | 269 h 08 min 49 s      |
| 2e                     | Kelme-Costa Blanca               | Espagne                | + 15 min 04 s          |
| 3e                     | Vitalicio Seguros-Grupo Generali | Espagne                | + 23 min 45 s          |
| 4e                     | Mapei-Quick Step                 | Belgique               | + 1 h 18 min 26 s      |
| 5e                     | Euskaltel-Euskadi                | Espagne                | + 1 h 35 min 29 s      |
| 6e                     | ONCE-Deutsche Bank               | Espagne                | + 1 h 49 min 51 s      |
| 7e                     | Deutsche Telekom                 | Allemagne              | + 2 h 50 min 53 s      |
| 8e                     | Rabobank                         | Pays-Bas               | + 3 h 36 min 09 s      |
| 9e                     | Festina-Lotus                    | France                 | + 3 h 44 min 18 s      |
| 10e                    | Benfica Lisbonne (omnisports)    | Portugal               | + 4 h 24 min 28 s      |

| Classement des sprints | Classement des sprints | Classement des sprints | Classement des sprints          | Classement des sprints |
| Coureur                | Coureur                | Pays                   | Équipe                          | Points                 |
| ---------------------- | ---------------------- | ---------------------- | ------------------------------- | ---------------------- |
| 1er                    | Robert Hunter          | Afrique du Sud         | Lampre-Daikin                   | 54 pts                 |
| 2e                     | Germán Nieto           | Espagne                | Fuenlabrada-Cafés Toscaf        | 21 pts                 |
| 3e                     | Andrea Tafi            | Italie                 | Mapei-Quick Step                | 16 pts                 |
| 4e                     | Fabio Roscioli         | Italie                 | Amica Chips-Costa de Almeria    | 15 pts                 |
| 5e                     | Frank Vandenbroucke    | Belgique               | Cofidis-Le Crédit par Téléphone | 13 pts                 |
| 6e                     | Michel Lafis           | Suède                  | TVM-Farm Frites                 | 13 pts                 |
| 7e                     | Mariano Piccoli        | Italie                 | Lampre-Daikin                   | 12 pts                 |
| 8e                     | Massimiliano Lelli     | Italie                 | Cofidis-Le Crédit par Téléphone | 9 pts                  |
| 9e                     | Jon Odriozola          | Espagne                | Banesto                         |                        |
| 10e                    | Ramón González Arrieta | Espagne                | Euskaltel-Euskadi               | 8 pts                  |

| Classement des sprints | Classement des sprints | Classement des sprints | Classement des sprints          | Classement des sprints |
| Coureur                | Coureur                | Pays                   | Équipe                          | Points                 |
| ---------------------- | ---------------------- | ---------------------- | ------------------------------- | ---------------------- |
| 1er                    | Robert Hunter          | Afrique du Sud         | Lampre-Daikin                   | 54 pts                 |
| 2e                     | Germán Nieto           | Espagne                | Fuenlabrada-Cafés Toscaf        | 21 pts                 |
| 3e                     | Andrea Tafi            | Italie                 | Mapei-Quick Step                | 16 pts                 |
| 4e                     | Fabio Roscioli         | Italie                 | Amica Chips-Costa de Almeria    | 15 pts                 |
| 5e                     | Frank Vandenbroucke    | Belgique               | Cofidis-Le Crédit par Téléphone | 13 pts                 |
| 6e                     | Michel Lafis           | Suède                  | TVM-Farm Frites                 | 13 pts                 |
| 7e                     | Mariano Piccoli        | Italie                 | Lampre-Daikin                   | 12 pts                 |
| 8e                     | Massimiliano Lelli     | Italie                 | Cofidis-Le Crédit par Téléphone | 9 pts                  |
| 9e                     | Jon Odriozola          | Espagne                | Banesto                         |                        |
| 10e                    | Ramón González Arrieta | Espagne                | Euskaltel-Euskadi               | 8 pts                  |

### Évolution des classements
| Étape              | Vainqueur                 | Classement général        | Classement par point      | Classement des sprints | Classement de la montagne | Classement par équipes |
| ------------------ | ------------------------- | ------------------------- | ------------------------- | ---------------------- | ------------------------- | ---------------------- |
| Prologue           | Igor González de Galdeano | Igor González de Galdeano | non-décerné               | non-décerné            | non-décerné               | non-décerné            |
| 1                  | Robert Hunter             | Jacky Durand              | Robert Hunter             | Robert Hunter          | Serguei Outschakov        | ONCE–Deutsche Bank     |
| 2                  | Marcel Wüst               | Jacky Durand              | Robert Hunter             | César García           | Pascal Hervé              | ONCE–Deutsche Bank     |
| 3                  | Marcel Wüst               | Marcel Wüst               | Marcel Wüst               | German Nieto           | Pascal Hervé              | ONCE–Deutsche Bank     |
| 4                  | Marcel Wüst               | Marcel Wüst               | Marcel Wüst               | German Nieto           | Pascal Hervé              | ONCE–Deutsche Bank     |
| 5                  | Jan Ullrich               | Abraham Olano             | Marcel Wüst               | German Nieto           | Laurent Brochard          | ONCE–Deutsche Bank     |
| 6                  | Abraham Olano             | Abraham Olano             | Marcel Wüst               | German Nieto           | Laurent Brochard          | ONCE–Deutsche Bank     |
| 7                  | Marcel Wüst               | Abraham Olano             | Marcel Wüst               | German Nieto           | Laurent Brochard          | ONCE–Deutsche Bank     |
| 8                  | Jose Maria Jimenez        | Abraham Olano             | Marcel Wüst               | German Nieto           | Jose Maria Jimenez        | Vitalicio Seguros      |
| 9                  | Laurent Brochard          | Abraham Olano             | Marcel Wüst               | Robert Hunter          | Laurent Brochard          | Vitalicio Seguros      |
| 10                 | Serguei Outschakov        | Abraham Olano             | Marcel Wüst               | Robert Hunter          | Laurent Brochard          | Vitalicio Seguros      |
| 11                 | Daniele Nardello          | Abraham Olano             | Marcel Wüst               | Robert Hunter          | Laurent Brochard          | Vitalicio Seguros      |
| 12                 | Igor González de Galdeano | Jan Ullrich               | Marcel Wüst               | Robert Hunter          | Jose Maria Jimenez        | Vitalicio Seguros      |
| 13                 | Alex Zülle                | Jan Ullrich               | Marcel Wüst               | Robert Hunter          | Jose Maria Jimenez        | Vitalicio Seguros      |
| 14                 | Fabio Roscioli            | Jan Ullrich               | Marcel Wüst               | Robert Hunter          | Jose Maria Jimenez        | Vitalicio Seguros      |
| 15                 | Viatcheslav Ekimov        | Jan Ullrich               | Marcel Wüst               | Robert Hunter          | Jose Maria Jimenez        | Vitalicio Seguros      |
| 16                 | Frank Vandenbroucke       | Jan Ullrich               | Marcel Wüst               | Robert Hunter          | Jose Maria Jimenez        | Vitalicio Seguros      |
| 17                 | Cristian Moreni           | Jan Ullrich               | Robert Hunter             | Robert Hunter          | Jose Maria Jimenez        | Vitalicio Seguros      |
| 18                 | Roberto Laiseka           | Jan Ullrich               | Igor González de Galdeano | Robert Hunter          | Jose Maria Jimenez        | Banesto                |
| 19                 | Frank Vandenbroucke       | Jan Ullrich               | Igor González de Galdeano | Robert Hunter          | Jose Maria Jimenez        | Banesto                |
| 20                 | Jan Ullrich               | Jan Ullrich               | Igor González de Galdeano | Robert Hunter          | Jose Maria Jimenez        | Banesto                |
| 21                 | Jeroen Blijlevens         | Jan Ullrich               | Frank Vandenbroucke       | Robert Hunter          | Jose Maria Jimenez        | Banesto                |
| Classements finals | Classements finals        | Jan Ullrich               | Frank Vandenbroucke       | Robert Hunter          | Jose Maria Jimenez        | Banesto                |

## Liste des partants
| ONCE-Deutsche Bank ONC | ONCE-Deutsche Bank ONC               | ONCE-Deutsche Bank ONC |
| ---------------------- | ------------------------------------ | ---------------------- |
| Num                    | Coureur                              | Pos                    |
| 1                      | Abraham Olano (ESP)                  | AB-14                  |
| 2                      | Íñigo Cuesta (ESP)                   | 45e                    |
| 3                      | Rafael Díaz Justo (ESP)              | 57e                    |
| 4                      | Laurent Jalabert (FRA)               | AB-13                  |
| 5                      | Peter Luttenberger (AUT)             | AB-8                   |
| 6                      | Miguel Ángel Martín Perdiguero (ESP) | 61e                    |
| 7                      | Luis Pérez Rodríguez (ESP)           | 67e                    |
| 8                      | Marcos Serrano (ESP)                 | 34e                    |
| 9                      | Mikel Zarrabeitia (ESP)              | 11e                    |

| Banesto BAN | Banesto BAN                      | Banesto BAN |
| ----------- | -------------------------------- | ----------- |
| Num         | Coureur                          | Pos         |
| 11          | Alex Zülle (SUI)                 | 37e         |
| 12          | Manuel Beltrán (ESP)             | 7e          |
| 13          | José Vicente García Acosta (ESP) | 53e         |
| 14          | Orlando Rodrigues (POR)          | AB-19       |
| 15          | José María Jiménez (ESP)         | 5e          |
| 16          | Jon Odriozola (ESP)              | 27e         |
| 17          | Aitor Osa (ESP)                  | 15e         |
| 18          | Leonardo Piepoli (ITA)           | 8e          |
| 19          | César Solaun (ESP)               | 66e         |

| Cofidis-Le Crédit par Téléphone COF | Cofidis-Le Crédit par Téléphone COF | Cofidis-Le Crédit par Téléphone COF |
| ----------------------------------- | ----------------------------------- | ----------------------------------- |
| Num                                 | Coureur                             | Pos                                 |
| 21                                  | Frank Vandenbroucke (BEL)           | 12e                                 |
| 22                                  | Grzegorz Gwiazdowski (POL)          | AB-10                               |
| 23                                  | Nicolas Jalabert (FRA)              | AB-11                               |
| 24                                  | Bobby Julich (USA)                  | AB-7                                |
| 25                                  | Massimiliano Lelli (ITA)            | 49e                                 |
| 26                                  | Nico Mattan (BEL)                   | AB-8                                |
| 27                                  | Roland Meier (SUI)                  | AB-10                               |
| 28                                  | Anthony Rokia (FRA)                 | AB-18                               |
| 29                                  | Christophe Rinero (FRA)             | AB-14                               |

| Amica Chips-Costa de Almeria ___ | Amica Chips-Costa de Almeria ___  | Amica Chips-Costa de Almeria ___ |
| -------------------------------- | --------------------------------- | -------------------------------- |
| Num                              | Coureur                           | Pos                              |
| 31                               | Francesco Arazzi (ITA)            | AB-2                             |
| 32                               | Stefano Casagranda (ITA)          | 108e                             |
| 33                               | Daniele De Paoli (ITA)            | AB-9                             |
| 34                               | Viatcheslav Ekimov (RUS)          | 55e                              |
| 35                               | Daniele Galli (ITA)               | AB-9                             |
| 36                               | Marco Gili (ITA)                  | 111e                             |
| 37                               | Carlos Ramon Golbano García (ESP) | 105e                             |
| 38                               | Alessandro Pozzi (ITA)            | 109e                             |
| 39                               | Fabio Roscioli (ITA)              | 78e                              |

| Deutsche Telekom ___ | Deutsche Telekom ___    | Deutsche Telekom ___ |
| -------------------- | ----------------------- | -------------------- |
| Num                  | Coureur                 | Pos                  |
| 41                   | Jan Ullrich (GER)       | 1er                  |
| 42                   | Rolf Aldag (GER)        | 38e                  |
| 43                   | Dirk Baldinger (GER)    | 102e                 |
| 44                   | Ralf Grabsch (GER)      | 87e                  |
| 45                   | Giuseppe Guerini (ITA)  | AB-10                |
| 46                   | Jörg Jaksche (GER)      | 35e                  |
| 47                   | Danilo Hondo (GER)      | 90e                  |
| 48                   | Andreas Klöden (GER)    | 62e                  |
| 49                   | Giovanni Lombardi (ITA) | 85e                  |

| Euskaltel-Euskadi EUS | Euskaltel-Euskadi EUS         | Euskaltel-Euskadi EUS |
| --------------------- | ----------------------------- | --------------------- |
| Num                   | Coureur                       | Pos                   |
| 51                    | Joseba Beloki (ESP)           | AB-5                  |
| 52                    | Ángel Castresana (ESP)        | 59e                   |
| 53                    | Íñigo Chaurreau (ESP)         | 14e                   |
| 54                    | Txema del Olmo (ESP)          | 16e                   |
| 55                    | Unai Etxebarria (VEN)         | 98e                   |
| 56                    | Igor Flores (ESP)             | 75e                   |
| 57                    | Ramón González Arrieta (ESP)  | 52e                   |
| 58                    | Roberto Laiseka (ESP)         | 18e                   |
| 59                    | Alberto López de Munain (ESP) | 71e                   |

| Fuenlabrada-Cafés Toscaf ___ | Fuenlabrada-Cafés Toscaf ___ | Fuenlabrada-Cafés Toscaf ___ |
| ---------------------------- | ---------------------------- | ---------------------------- |
| Num                          | Coureur                      | Pos                          |
| 61                           | Eleuterio Anguita (ESP)      | 79e                          |
| 62                           | Andrés Bermejo (ESP)         | 96e                          |
| 63                           | Matías Cagigas (ESP)         | 92e                          |
| 64                           | Pedro Díaz Lobato (ESP)      | 44e                          |
| 65                           | César García (ESP)           | AB-11                        |
| 66                           | Germán Nieto (ESP)           | 104e                         |
| 67                           | César Pérez Padrón (ESP)     | 110e                         |
| 68                           | Stefano Verziagi (ITA)       | 84e                          |
| 69                           | Juan Carlos Vicario (ESP)    | 28e                          |

| Kelme-Costa Blanca KEL | Kelme-Costa Blanca KEL  | Kelme-Costa Blanca KEL |
| ---------------------- | ----------------------- | ---------------------- |
| Num                    | Coureur                 | Pos                    |
| 71                     | Fernando Escartín (ESP) | AB-8                   |
| 72                     | José Ángel Vidal (ESP)  | AB-2                   |
| 73                     | Francisco Cabello (ESP) | 81e                    |
| 74                     | Ángel Edo (ESP)         | 95e                    |
| 75                     | Roberto Heras (ESP)     | 3e                     |
| 76                     | José Luis Rubiera (ESP) | 6e                     |
| 77                     | Antonio Tauler (ESP)    | 47e                    |
| 78                     | José Manuel Uría (ESP)  | 13e                    |
| 79                     | José Castelblanco (COL) | AB-11                  |

| Lampre-Daikin LAM | Lampre-Daikin LAM        | Lampre-Daikin LAM |
| ----------------- | ------------------------ | ----------------- |
| Num               | Coureur                  | Pos               |
| 81                | Oscar Camenzind (SUI)    | 48e               |
| 82                | Simone Bertoletti (ITA)  | AB-12             |
| 83                | Massimo Codol (ITA)      | 22e               |
| 84                | Marco Della Vedova (ITA) | AB-16             |
| 85                | Robert Hunter (RSA)      | 72e               |
| 86                | Gabriele Missaglia (ITA) | AB-1              |
| 87                | Mariano Piccoli (ITA)    | 58e               |
| 88                | Zbigniew Spruch (POL)    | AB-12             |
| 89                | Ján Svorada (CZE)        | AB-5              |

| Liquigas ___ | Liquigas ___             | Liquigas ___ |
| ------------ | ------------------------ | ------------ |
| Num          | Coureur                  | Pos          |
| 91           | Andrei Teteriouk (KAZ)   | 50e          |
| 92           | Daniele Contrini (ITA)   | AB-12        |
| 93           | Endrio Leoni (ITA)       | AB-3         |
| 94           | Ruslan Ivanov (MDA)      | AB-16        |
| 95           | Rodolfo Massi (ITA)      | AB-7         |
| 96           | Nicola Miceli (ITA)      | 36e          |
| 97           | Marco Milesi (ITA)       | AB-12        |
| 98           | Cristian Moreni (ITA)    | 54e          |
| 99           | Giancarlo Raimondi (ITA) | 103e         |

| Lotto-Mobistar ___ | Lotto-Mobistar ___         | Lotto-Mobistar ___ |
| ------------------ | -------------------------- | ------------------ |
| Num                | Coureur                    | Pos                |
| 101                | Andreï Tchmil (BEL)        | AB-5               |
| 102                | Rik Verbrugghe (BEL)       | AB-4               |
| 103                | Christophe Detilloux (BEL) | AB-5               |
| 104                | Jacky Durand (FRA)         | AB-11              |
| 105                | Chris Peers (BEL)          | AB-16              |
| 106                | Jo Planckaert (BEL)        | AB-5               |
| 107                | Kurt Van de Wouwer (BEL)   | 31e                |
| 108                | Paul Van Hyfte (BEL)       | 76e                |
| 109                | Koen Beeckman (BEL)        | 106e               |

| Festina-Lotus FES | Festina-Lotus FES        | Festina-Lotus FES |
| ----------------- | ------------------------ | ----------------- |
| Num               | Coureur                  | Pos               |
| 111               | Wladimir Belli (ITA)     | AB-12             |
| 112               | Laurent Brochard (FRA)   | 43e               |
| 113               | Félix García Casas (ESP) | 17e               |
| 114               | Jaime Hernández (ESP)    | 77e               |
| 115               | Pascal Hervé (FRA)       | 80e               |
| 116               | Fabian Jeker (SUI)       | AB-15             |
| 117               | Andrei Kivilev (KAZ)     | AB-11             |
| 118               | José Ramón Uriarte (ESP) | 65e               |
| 119               | Marcel Wüst (GER)        | AB-17             |

| Mapei-Quick Step MAP | Mapei-Quick Step MAP         | Mapei-Quick Step MAP |
| -------------------- | ---------------------------- | -------------------- |
| Num                  | Coureur                      | Pos                  |
| 121                  | Pavel Tonkov (RUS)           | 4e                   |
| 122                  | Paolo Bettini (ITA)          | 32e                  |
| 123                  | Gianni Faresin (ITA)         | 25e                  |
| 124                  | Manuel Fernández Ginés (ESP) | AB-5                 |
| 125                  | Chann McRae (USA)            | 19e                  |
| 126                  | Daniele Nardello (ITA)       | 23e                  |
| 127                  | Andrea Noè (ITA)             | 41e                  |
| 128                  | Andrea Tafi (ITA)            | 29e                  |
| 129                  | Stefano Zanini (ITA)         | AB-10                |

| Polti PLT | Polti PLT              | Polti PLT |
| --------- | ---------------------- | --------- |
| Num       | Coureur                | Pos       |
| 131       | Davide Rebellin (ITA)  | AB-18     |
| 132       | Daniel Atienza (ESP)   | AB-8      |
| 133       | Enrico Cassani (ITA)   | AB-14     |
| 134       | Stefano Cattai (ITA)   | 51e       |
| 135       | Fabrizio Guidi (ITA)   | AB-12     |
| 136       | Leonardo Guidi (ITA)   | AB-12     |
| 137       | Cristian Salvato (ITA) | 107e      |
| 138       | Rossano Brasi (ITA)    | 86e       |
| 139       | Simone Zucchi (ITA)    | AB-17     |

| Rabobank RAB | Rabobank RAB           | Rabobank RAB |
| ------------ | ---------------------- | ------------ |
| Num          | Coureur                | Pos          |
| 141          | Markus Zberg (SUI)     | 30e          |
| 142          | Niki Aebersold (SUI)   | 20e          |
| 143          | Jan Boven (NED)        | 63e          |
| 144          | Bram de Groot (NED)    | 69e          |
| 145          | Robbie McEwen (AUS)    | AB-10        |
| 146          | Koos Moerenhout (NED)  | AB-12        |
| 147          | Grischa Niermann (GER) | 33e          |
| 148          | Rolf Sørensen (DEN)    | AB-15        |
| 149          | Aart Vierhouten (NED)  | 82e          |

| Riso Scotti-Vinavil ___ | Riso Scotti-Vinavil ___   | Riso Scotti-Vinavil ___ |
| ----------------------- | ------------------------- | ----------------------- |
| Num                     | Coureur                   | Pos                     |
| 151                     | Alessio Bongioni (ITA)    | AB-17                   |
| 152                     | Kurt Asle Arvesen (NOR)   | AB-8                    |
| 153                     | Oscar Pozzi (ITA)         | 73e                     |
| 154                     | Giuseppe Palumbo (ITA)    | 93e                     |
| 155                     | Arnoldas Saprykinas (LTU) | 89e                     |
| 156                     | Samuele Schiavina (ITA)   | AB-9                    |
| 157                     | Alexandr Shefer (KAZ)     | 46e                     |
| 158                     | Filippo Simeoni (ITA)     | AB-8                    |
| 159                     | Alain Turicchia (ITA)     | AB-12                   |

| Saeco-Cannondale SAE | Saeco-Cannondale SAE     | Saeco-Cannondale SAE |
| -------------------- | ------------------------ | -------------------- |
| Num                  | Coureur                  | Pos                  |
| 161                  | Laurent Dufaux (SUI)     | 67e                  |
| 162                  | Dario Andriotto (ITA)    | AB-3                 |
| 163                  | Igor Pugaci (MDA)        | 115e                 |
| 164                  | Salvatore Commesso (ITA) | 68e                  |
| 165                  | Dario Frigo (ITA)        | AB-5                 |
| 166                  | Eddy Mazzoleni (ITA)     | 60e                  |
| 167                  | Armin Meier (SUI)        | AB-2                 |
| 168                  | Massimiliano Mori (ITA)  | AB-15                |
| 169                  | Mario Traversoni (ITA)   | 100e                 |

| Benfica Lisbonne (omnisports) ___ | Benfica Lisbonne (omnisports) ___ | Benfica Lisbonne (omnisports) ___ |
| --------------------------------- | --------------------------------- | --------------------------------- |
| Num                               | Coureur                           | Pos                               |
| 171                               | Melchor Mauri (ESP)               | 26e                               |
| 172                               | David Plaza (ESP)                 | AB-2                              |
| 173                               | Daniel Bayes (ESP)                | 113e                              |
| 174                               | José Antonio Garrido (ESP)        | 101e                              |
| 175                               | Joona Laukka (FIN)                | 42e                               |
| 176                               | Óscar López Uriarte (ESP)         | 40e                               |
| 177                               | Quintino Rodrigues (POR)          | 70e                               |
| 178                               | Jorge Silva (POR)                 | AB-9                              |
| 179                               | Luís Miguel Sarreira (POR)        | AB-9                              |

| TVM-Farm Frites ___ | TVM-Farm Frites ___      | TVM-Farm Frites ___ |
| ------------------- | ------------------------ | ------------------- |
| Num                 | Coureur                  | Pos                 |
| 181                 | Jeroen Blijlevens (NED)  | 114e                |
| 182                 | Remco van der Ven (NED)  | 99e                 |
| 183                 | Sergueï Ivanov (RUS)     | AB-13               |
| 184                 | Andreas Klier (GER)      | 74e                 |
| 185                 | Servais Knaven (NED)     | 94e                 |
| 186                 | Michel Lafis (SWE)       | 21e                 |
| 187                 | Sergueï Outschakov (UKR) | AB-13               |
| 188                 | Geert Van Bondt (BEL)    | 83e                 |
| 189                 | Peter Van Petegem (BEL)  | AB-8                |

| US Postal Service USP | US Postal Service USP | US Postal Service USP |
| --------------------- | --------------------- | --------------------- |
| Num                   | Coureur               | Pos                   |
| 191                   | Tyler Hamilton (USA)  | AB-9                  |
| 192                   | Frankie Andreu (USA)  | 88e                   |
| 193                   | Julian Dean (NZL)     | 112e                  |
| 194                   | Frank Høj (DEN)       | 97e                   |
| 195                   | Marty Jemison (USA)   | AB-11                 |
| 196                   | Benoît Joachim (LUX)  | AB-12                 |
| 197                   | David George (RSA)    | AB-12                 |
| 198                   | Glenn Magnusson (SWE) | 91e                   |
| 199                   | Dylan Casey (USA)     | AB-12                 |

| Vitalicio Seguros-Grupo Generali VIT | Vitalicio Seguros-Grupo Generali VIT | Vitalicio Seguros-Grupo Generali VIT |
| ------------------------------------ | ------------------------------------ | ------------------------------------ |
| Num                                  | Coureur                              | Pos                                  |
| 201                                  | Ángel Casero (ESP)                   | AB-17                                |
| 202                                  | Santiago Blanco (ESP)                | 10e                                  |
| 203                                  | David García Marquina (ESP)          | 39e                                  |
| 204                                  | Álvaro González de Galdeano (ESP)    | 56e                                  |
| 205                                  | Igor González de Galdeano (ESP)      | 2e                                   |
| 206                                  | Iván Parra (COL)                     | 9e                                   |
| 207                                  | Víctor Hugo Peña (COL)               | AB-17                                |
| 208                                  | Serguei Smetanine (RUS)              | 64e                                  |
| 209                                  | Andrei Zintchenko (RUS)              | 24e                                  |

| ONCE-Deutsche Bank ONC | ONCE-Deutsche Bank ONC               | ONCE-Deutsche Bank ONC |
| ---------------------- | ------------------------------------ | ---------------------- |
| Num                    | Coureur                              | Pos                    |
| 1                      | Abraham Olano (ESP)                  | AB-14                  |
| 2                      | Íñigo Cuesta (ESP)                   | 45e                    |
| 3                      | Rafael Díaz Justo (ESP)              | 57e                    |
| 4                      | Laurent Jalabert (FRA)               | AB-13                  |
| 5                      | Peter Luttenberger (AUT)             | AB-8                   |
| 6                      | Miguel Ángel Martín Perdiguero (ESP) | 61e                    |
| 7                      | Luis Pérez Rodríguez (ESP)           | 67e                    |
| 8                      | Marcos Serrano (ESP)                 | 34e                    |
| 9                      | Mikel Zarrabeitia (ESP)              | 11e                    |

| Banesto BAN | Banesto BAN                      | Banesto BAN |
| ----------- | -------------------------------- | ----------- |
| Num         | Coureur                          | Pos         |
| 11          | Alex Zülle (SUI)                 | 37e         |
| 12          | Manuel Beltrán (ESP)             | 7e          |
| 13          | José Vicente García Acosta (ESP) | 53e         |
| 14          | Orlando Rodrigues (POR)          | AB-19       |
| 15          | José María Jiménez (ESP)         | 5e          |
| 16          | Jon Odriozola (ESP)              | 27e         |
| 17          | Aitor Osa (ESP)                  | 15e         |
| 18          | Leonardo Piepoli (ITA)           | 8e          |
| 19          | César Solaun (ESP)               | 66e         |

| Cofidis-Le Crédit par Téléphone COF | Cofidis-Le Crédit par Téléphone COF | Cofidis-Le Crédit par Téléphone COF |
| ----------------------------------- | ----------------------------------- | ----------------------------------- |
| Num                                 | Coureur                             | Pos                                 |
| 21                                  | Frank Vandenbroucke (BEL)           | 12e                                 |
| 22                                  | Grzegorz Gwiazdowski (POL)          | AB-10                               |
| 23                                  | Nicolas Jalabert (FRA)              | AB-11                               |
| 24                                  | Bobby Julich (USA)                  | AB-7                                |
| 25                                  | Massimiliano Lelli (ITA)            | 49e                                 |
| 26                                  | Nico Mattan (BEL)                   | AB-8                                |
| 27                                  | Roland Meier (SUI)                  | AB-10                               |
| 28                                  | Anthony Rokia (FRA)                 | AB-18                               |
| 29                                  | Christophe Rinero (FRA)             | AB-14                               |

| Amica Chips-Costa de Almeria ___ | Amica Chips-Costa de Almeria ___  | Amica Chips-Costa de Almeria ___ |
| -------------------------------- | --------------------------------- | -------------------------------- |
| Num                              | Coureur                           | Pos                              |
| 31                               | Francesco Arazzi (ITA)            | AB-2                             |
| 32                               | Stefano Casagranda (ITA)          | 108e                             |
| 33                               | Daniele De Paoli (ITA)            | AB-9                             |
| 34                               | Viatcheslav Ekimov (RUS)          | 55e                              |
| 35                               | Daniele Galli (ITA)               | AB-9                             |
| 36                               | Marco Gili (ITA)                  | 111e                             |
| 37                               | Carlos Ramon Golbano García (ESP) | 105e                             |
| 38                               | Alessandro Pozzi (ITA)            | 109e                             |
| 39                               | Fabio Roscioli (ITA)              | 78e                              |

| Deutsche Telekom ___ | Deutsche Telekom ___    | Deutsche Telekom ___ |
| -------------------- | ----------------------- | -------------------- |
| Num                  | Coureur                 | Pos                  |
| 41                   | Jan Ullrich (GER)       | 1er                  |
| 42                   | Rolf Aldag (GER)        | 38e                  |
| 43                   | Dirk Baldinger (GER)    | 102e                 |
| 44                   | Ralf Grabsch (GER)      | 87e                  |
| 45                   | Giuseppe Guerini (ITA)  | AB-10                |
| 46                   | Jörg Jaksche (GER)      | 35e                  |
| 47                   | Danilo Hondo (GER)      | 90e                  |
| 48                   | Andreas Klöden (GER)    | 62e                  |
| 49                   | Giovanni Lombardi (ITA) | 85e                  |

| Euskaltel-Euskadi EUS | Euskaltel-Euskadi EUS         | Euskaltel-Euskadi EUS |
| --------------------- | ----------------------------- | --------------------- |
| Num                   | Coureur                       | Pos                   |
| 51                    | Joseba Beloki (ESP)           | AB-5                  |
| 52                    | Ángel Castresana (ESP)        | 59e                   |
| 53                    | Íñigo Chaurreau (ESP)         | 14e                   |
| 54                    | Txema del Olmo (ESP)          | 16e                   |
| 55                    | Unai Etxebarria (VEN)         | 98e                   |
| 56                    | Igor Flores (ESP)             | 75e                   |
| 57                    | Ramón González Arrieta (ESP)  | 52e                   |
| 58                    | Roberto Laiseka (ESP)         | 18e                   |
| 59                    | Alberto López de Munain (ESP) | 71e                   |

| Fuenlabrada-Cafés Toscaf ___ | Fuenlabrada-Cafés Toscaf ___ | Fuenlabrada-Cafés Toscaf ___ |
| ---------------------------- | ---------------------------- | ---------------------------- |
| Num                          | Coureur                      | Pos                          |
| 61                           | Eleuterio Anguita (ESP)      | 79e                          |
| 62                           | Andrés Bermejo (ESP)         | 96e                          |
| 63                           | Matías Cagigas (ESP)         | 92e                          |
| 64                           | Pedro Díaz Lobato (ESP)      | 44e                          |
| 65                           | César García (ESP)           | AB-11                        |
| 66                           | Germán Nieto (ESP)           | 104e                         |
| 67                           | César Pérez Padrón (ESP)     | 110e                         |
| 68                           | Stefano Verziagi (ITA)       | 84e                          |
| 69                           | Juan Carlos Vicario (ESP)    | 28e                          |

| Kelme-Costa Blanca KEL | Kelme-Costa Blanca KEL  | Kelme-Costa Blanca KEL |
| ---------------------- | ----------------------- | ---------------------- |
| Num                    | Coureur                 | Pos                    |
| 71                     | Fernando Escartín (ESP) | AB-8                   |
| 72                     | José Ángel Vidal (ESP)  | AB-2                   |
| 73                     | Francisco Cabello (ESP) | 81e                    |
| 74                     | Ángel Edo (ESP)         | 95e                    |
| 75                     | Roberto Heras (ESP)     | 3e                     |
| 76                     | José Luis Rubiera (ESP) | 6e                     |
| 77                     | Antonio Tauler (ESP)    | 47e                    |
| 78                     | José Manuel Uría (ESP)  | 13e                    |
| 79                     | José Castelblanco (COL) | AB-11                  |

| Lampre-Daikin LAM | Lampre-Daikin LAM        | Lampre-Daikin LAM |
| ----------------- | ------------------------ | ----------------- |
| Num               | Coureur                  | Pos               |
| 81                | Oscar Camenzind (SUI)    | 48e               |
| 82                | Simone Bertoletti (ITA)  | AB-12             |
| 83                | Massimo Codol (ITA)      | 22e               |
| 84                | Marco Della Vedova (ITA) | AB-16             |
| 85                | Robert Hunter (RSA)      | 72e               |
| 86                | Gabriele Missaglia (ITA) | AB-1              |
| 87                | Mariano Piccoli (ITA)    | 58e               |
| 88                | Zbigniew Spruch (POL)    | AB-12             |
| 89                | Ján Svorada (CZE)        | AB-5              |

| Liquigas ___ | Liquigas ___             | Liquigas ___ |
| ------------ | ------------------------ | ------------ |
| Num          | Coureur                  | Pos          |
| 91           | Andrei Teteriouk (KAZ)   | 50e          |
| 92           | Daniele Contrini (ITA)   | AB-12        |
| 93           | Endrio Leoni (ITA)       | AB-3         |
| 94           | Ruslan Ivanov (MDA)      | AB-16        |
| 95           | Rodolfo Massi (ITA)      | AB-7         |
| 96           | Nicola Miceli (ITA)      | 36e          |
| 97           | Marco Milesi (ITA)       | AB-12        |
| 98           | Cristian Moreni (ITA)    | 54e          |
| 99           | Giancarlo Raimondi (ITA) | 103e         |

| Lotto-Mobistar ___ | Lotto-Mobistar ___         | Lotto-Mobistar ___ |
| ------------------ | -------------------------- | ------------------ |
| Num                | Coureur                    | Pos                |
| 101                | Andreï Tchmil (BEL)        | AB-5               |
| 102                | Rik Verbrugghe (BEL)       | AB-4               |
| 103                | Christophe Detilloux (BEL) | AB-5               |
| 104                | Jacky Durand (FRA)         | AB-11              |
| 105                | Chris Peers (BEL)          | AB-16              |
| 106                | Jo Planckaert (BEL)        | AB-5               |
| 107                | Kurt Van de Wouwer (BEL)   | 31e                |
| 108                | Paul Van Hyfte (BEL)       | 76e                |
| 109                | Koen Beeckman (BEL)        | 106e               |

| Festina-Lotus FES | Festina-Lotus FES        | Festina-Lotus FES |
| ----------------- | ------------------------ | ----------------- |
| Num               | Coureur                  | Pos               |
| 111               | Wladimir Belli (ITA)     | AB-12             |
| 112               | Laurent Brochard (FRA)   | 43e               |
| 113               | Félix García Casas (ESP) | 17e               |
| 114               | Jaime Hernández (ESP)    | 77e               |
| 115               | Pascal Hervé (FRA)       | 80e               |
| 116               | Fabian Jeker (SUI)       | AB-15             |
| 117               | Andrei Kivilev (KAZ)     | AB-11             |
| 118               | José Ramón Uriarte (ESP) | 65e               |
| 119               | Marcel Wüst (GER)        | AB-17             |

| Mapei-Quick Step MAP | Mapei-Quick Step MAP         | Mapei-Quick Step MAP |
| -------------------- | ---------------------------- | -------------------- |
| Num                  | Coureur                      | Pos                  |
| 121                  | Pavel Tonkov (RUS)           | 4e                   |
| 122                  | Paolo Bettini (ITA)          | 32e                  |
| 123                  | Gianni Faresin (ITA)         | 25e                  |
| 124                  | Manuel Fernández Ginés (ESP) | AB-5                 |
| 125                  | Chann McRae (USA)            | 19e                  |
| 126                  | Daniele Nardello (ITA)       | 23e                  |
| 127                  | Andrea Noè (ITA)             | 41e                  |
| 128                  | Andrea Tafi (ITA)            | 29e                  |
| 129                  | Stefano Zanini (ITA)         | AB-10                |

| Polti PLT | Polti PLT              | Polti PLT |
| --------- | ---------------------- | --------- |
| Num       | Coureur                | Pos       |
| 131       | Davide Rebellin (ITA)  | AB-18     |
| 132       | Daniel Atienza (ESP)   | AB-8      |
| 133       | Enrico Cassani (ITA)   | AB-14     |
| 134       | Stefano Cattai (ITA)   | 51e       |
| 135       | Fabrizio Guidi (ITA)   | AB-12     |
| 136       | Leonardo Guidi (ITA)   | AB-12     |
| 137       | Cristian Salvato (ITA) | 107e      |
| 138       | Rossano Brasi (ITA)    | 86e       |
| 139       | Simone Zucchi (ITA)    | AB-17     |

| Rabobank RAB | Rabobank RAB           | Rabobank RAB |
| ------------ | ---------------------- | ------------ |
| Num          | Coureur                | Pos          |
| 141          | Markus Zberg (SUI)     | 30e          |
| 142          | Niki Aebersold (SUI)   | 20e          |
| 143          | Jan Boven (NED)        | 63e          |
| 144          | Bram de Groot (NED)    | 69e          |
| 145          | Robbie McEwen (AUS)    | AB-10        |
| 146          | Koos Moerenhout (NED)  | AB-12        |
| 147          | Grischa Niermann (GER) | 33e          |
| 148          | Rolf Sørensen (DEN)    | AB-15        |
| 149          | Aart Vierhouten (NED)  | 82e          |

| Riso Scotti-Vinavil ___ | Riso Scotti-Vinavil ___   | Riso Scotti-Vinavil ___ |
| ----------------------- | ------------------------- | ----------------------- |
| Num                     | Coureur                   | Pos                     |
| 151                     | Alessio Bongioni (ITA)    | AB-17                   |
| 152                     | Kurt Asle Arvesen (NOR)   | AB-8                    |
| 153                     | Oscar Pozzi (ITA)         | 73e                     |
| 154                     | Giuseppe Palumbo (ITA)    | 93e                     |
| 155                     | Arnoldas Saprykinas (LTU) | 89e                     |
| 156                     | Samuele Schiavina (ITA)   | AB-9                    |
| 157                     | Alexandr Shefer (KAZ)     | 46e                     |
| 158                     | Filippo Simeoni (ITA)     | AB-8                    |
| 159                     | Alain Turicchia (ITA)     | AB-12                   |

| Saeco-Cannondale SAE | Saeco-Cannondale SAE     | Saeco-Cannondale SAE |
| -------------------- | ------------------------ | -------------------- |
| Num                  | Coureur                  | Pos                  |
| 161                  | Laurent Dufaux (SUI)     | 67e                  |
| 162                  | Dario Andriotto (ITA)    | AB-3                 |
| 163                  | Igor Pugaci (MDA)        | 115e                 |
| 164                  | Salvatore Commesso (ITA) | 68e                  |
| 165                  | Dario Frigo (ITA)        | AB-5                 |
| 166                  | Eddy Mazzoleni (ITA)     | 60e                  |
| 167                  | Armin Meier (SUI)        | AB-2                 |
| 168                  | Massimiliano Mori (ITA)  | AB-15                |
| 169                  | Mario Traversoni (ITA)   | 100e                 |

| Benfica Lisbonne (omnisports) ___ | Benfica Lisbonne (omnisports) ___ | Benfica Lisbonne (omnisports) ___ |
| --------------------------------- | --------------------------------- | --------------------------------- |
| Num                               | Coureur                           | Pos                               |
| 171                               | Melchor Mauri (ESP)               | 26e                               |
| 172                               | David Plaza (ESP)                 | AB-2                              |
| 173                               | Daniel Bayes (ESP)                | 113e                              |
| 174                               | José Antonio Garrido (ESP)        | 101e                              |
| 175                               | Joona Laukka (FIN)                | 42e                               |
| 176                               | Óscar López Uriarte (ESP)         | 40e                               |
| 177                               | Quintino Rodrigues (POR)          | 70e                               |
| 178                               | Jorge Silva (POR)                 | AB-9                              |
| 179                               | Luís Miguel Sarreira (POR)        | AB-9                              |

| TVM-Farm Frites ___ | TVM-Farm Frites ___      | TVM-Farm Frites ___ |
| ------------------- | ------------------------ | ------------------- |
| Num                 | Coureur                  | Pos                 |
| 181                 | Jeroen Blijlevens (NED)  | 114e                |
| 182                 | Remco van der Ven (NED)  | 99e                 |
| 183                 | Sergueï Ivanov (RUS)     | AB-13               |
| 184                 | Andreas Klier (GER)      | 74e                 |
| 185                 | Servais Knaven (NED)     | 94e                 |
| 186                 | Michel Lafis (SWE)       | 21e                 |
| 187                 | Sergueï Outschakov (UKR) | AB-13               |
| 188                 | Geert Van Bondt (BEL)    | 83e                 |
| 189                 | Peter Van Petegem (BEL)  | AB-8                |

| US Postal Service USP | US Postal Service USP | US Postal Service USP |
| --------------------- | --------------------- | --------------------- |
| Num                   | Coureur               | Pos                   |
| 191                   | Tyler Hamilton (USA)  | AB-9                  |
| 192                   | Frankie Andreu (USA)  | 88e                   |
| 193                   | Julian Dean (NZL)     | 112e                  |
| 194                   | Frank Høj (DEN)       | 97e                   |
| 195                   | Marty Jemison (USA)   | AB-11                 |
| 196                   | Benoît Joachim (LUX)  | AB-12                 |
| 197                   | David George (RSA)    | AB-12                 |
| 198                   | Glenn Magnusson (SWE) | 91e                   |
| 199                   | Dylan Casey (USA)     | AB-12                 |

| Vitalicio Seguros-Grupo Generali VIT | Vitalicio Seguros-Grupo Generali VIT | Vitalicio Seguros-Grupo Generali VIT |
| ------------------------------------ | ------------------------------------ | ------------------------------------ |
| Num                                  | Coureur                              | Pos                                  |
| 201                                  | Ángel Casero (ESP)                   | AB-17                                |
| 202                                  | Santiago Blanco (ESP)                | 10e                                  |
| 203                                  | David García Marquina (ESP)          | 39e                                  |
| 204                                  | Álvaro González de Galdeano (ESP)    | 56e                                  |
| 205                                  | Igor González de Galdeano (ESP)      | 2e                                   |
| 206                                  | Iván Parra (COL)                     | 9e                                   |
| 207                                  | Víctor Hugo Peña (COL)               | AB-17                                |
| 208                                  | Serguei Smetanine (RUS)              | 64e                                  |
| 209                                  | Andrei Zintchenko (RUS)              | 24e                                  |